# Andropolia theodori
Andropolia theodori là một loài bướm đêm thuộc họ Noctuidae. Nó được tìm thấy ở phần phía đông của Bắc Mỹ, từ British Columbia, phía nam đến California.
Sải cánh dài 43–55 mm.
Ấu trùng ăn Ceanothus velutinus và Holodiscus discolor.

## Phụ loài
- Andropolia theodori theodori (Colorado,…)
- Andropolia theodori epichysis (California,…)
- Andropolia theodori vancouvera (British Columbia,…)